# Robert Foit
Robert Foit, auch Robert Voit (*  4. Mai 1889 in Graz; † 6. April 1963 in Graz) war ein österreichischer (steirischer) Porträt-, Stillleben- und Landschaftsmaler.

## Leben
Robert Foit begann vorerst eine Bildhauerlehre um dann später an der Landeskunstschule in Graz unter den Lehrern Alfred Zoff, Alfred Schrötter und Anton Marussig Malerei zu studieren. Beruflich schlug er eine Beamtenlaufbahn ein, die er bis zum Jahre 1947 am Landesinvalidenamt für Steiermark in Graz ausübte. Auf der Ausstellung „Grazer Malerei 1890 bis 1950“ im Künstlerhaus in Graz 1969, wurden von ihm ein Selbstporträt, „Motiv aus dem Grazer Stadtpark“, „Altes steirisches Bauernhaus im Hochschwabgebiet“, „Wiesenblumen“ und „Motiv im Krebsenkeller in der Sackstraße“ gezeigt. Seine Landschaftsansichten, oftmals mit Bauernhäusern aus der näheren Umgegend von Graz, überwiegend in Öl, sind heute begehrte Sammelobjekte. Auch zahlreiche vom Künstler in Bleistiftzeichnungen porträtierte, vornehmlich Grazer Persönlichkeiten, wie zuletzt (2013) in einer Sammlung durch das GrazMuseum angekauft, weisen auf das reiche Schaffen von Robert Foit hin.
Der Künstler hat seine Werke sowohl mit Rob. Voit als auch mit Rob. Foit signiert.